# Pericallis tussilaginis
Pericallis tussilaginis là một loài thực vật có hoa trong họ Cúc. Loài này được (L'Hér.) D.Don mô tả khoa học đầu tiên năm 1834.